# Theo de Meester
Theodoor Herman „Theo“ de Meester (16. prosince 1851 Harderwijk – 27. prosince 1919 Haag) byl nizozemský politik. V letech 1905 až 1908 působil jako předseda vlády. Souběžně s premiérským postem spravoval resort financí. Byl představitelem strany Liberální unie (Liberale Unie).

## Život
Jeho tec byl politik, člen sněmovny, jeho mladší bratr Johan de Meester spisovatelem. Theo vystudoval práva na Univerzitě v Utrechtu. Poté pracoval na zemském matričním úřadě ve Zwolle. V roce 1885 se stal městským tajemníkem v Groningenu. Ve funkci byl do roku 1892, kdy byl jmenován generálním pokladníkem ministerstva financí. Zde působil do roku 1898, kdy byl jmenován místopředsedou Rady Nizozemské Východní Indie, jež sídlila v dnešní Jakartě. Jako pravá ruka generálního guvernéra Roosebooma provedl reorganizaci veřejných financí.
Roku 1905 přijel do Nizozemska na dovolenou a pověřený sestavovatel vlády Hendrik Goeman Borgesius ho požádal, aby se postavil do čela nového kabinetu (sám se spokojil s pozici šéfa sněmovny). Borgesiusovi se do premiérského křesla nechtělo z dobrých důvodů, neboť kabinet neměl většinu ani v jedné ze dvou nizozemských komor. Byl velmi nestabilní a křehký, vysloužil si proto přezdívku „porcelánový kabinet“. Navíc Meester, jako „muž z kolonií“, neměl velkou osobní autoritu u starých politických harcovníků v parlamentě. Poprvé podal demisi v prosinci 1906, kdy byl Senátem zamítnut obranný rozpočet na rok 1907. Královna Vilemína však tuto rezignaci odmítla. Když v prosinci 1907 nizozemský parlament neschválil další obranný rozpočet na rok 1908, situace již byla neudržitelná.
Po demisi se konaly nové volby, v nichž Meester nebyl zvolen do sněmovny (byl poražen v okrese Ommen lídrem Antirevoluční strany Abrahamem Kuyperem). Stal se pak redaktorem liberálních novin Het Vaderland a na dva roky (1908 až 1910) městským radním v Haagu. Roku 1910 ve sněmovních volbách uspěl a byl poslancem až do roku 1917. Toho roku byl zvolen do Státní rady a byl jejím členem až do smrti.